# Лесхоз (Ульяновская область)
Лесхо́з — посёлок в Кузоватовском районе Ульяновской области. Входит в состав Коромысловского сельского поселения.

## География
Посёлок находится на расстоянии примерно 2 км (по прямой) к югу от рабочего посёлка Кузоватово, административного центра района.

### Часовой пояс
Посёлок Лесхоз, как и вся Ульяновская область, находится в часовой зоне МСК+1. Смещение применяемого времени относительно UTC составляет +4:00.

## История
В 1990-е годы в посёлке работал лесхоз и совхоз «Баевский».

## Население
| 2010 |
| ---- |
| 81   |

### Национальный состав
Согласно результатам переписи 2002 года, в национальной структуре населения мордва составляла 48 % из 106 чел., русские — 47 %.